# Stefan Ridderwall
Stefan Ridderwall (né le 5 mars 1988 à Brännkyrka en Suède) est un gardien de but professionnel de hockey sur glace.

## Carrière en club
Fils de l'ancien grand gardien suédois Rolf Ridderwall, Stefan fut repêché par les Islanders de New York de la Ligue nationale de hockey en tant que 173e choix au total du repêchage 2006.
Le gardien a gagné en 2003 le TV-pucken, le championnat de Suède des moins de 16 ans, avec l'équipe A du district de Stockholm. La saison suivante, il rejoint le Djurgårdens IF. Il joue son premier match dans l'Elitserien en 2006.